# Ursynalia
Ursynalia – coroczny festiwal odbywający się w Warszawie od 1983 r. zawsze na przełomie maja i czerwca.

## Historia Ursynaliów
Treść tej sekcji może nie być zgodna z zasadami neutralnego punktu widzenia.
Dokładniejsze informacje o tym, co należy poprawić, być może znajdują się w dyskusji tej sekcji.
 Po wyeliminowaniu niedoskonałości należy usunąć szablon {{Dopracować}} z tej sekcji.

### Lata 1983 – 2004
Pierwsza impreza juwenaliowa pod hasłem Ursynalia odbyła się 28 maja 1983 r. Wydarzenie to przygotowywane było przez studentów SGGW jako sposób na miłe spędzenie wolnego weekendu. Studenci zorganizowali przegląd kabaretów studenckich, puszczali filmy, pomiędzy mieszkańcami akademików rozgrywały się zawody sportowe jak i artystyczne.

### Ursynalia 2005
Ursynalia 2005 odbyły się w dniach 12 i 13 maja w ramach Juwenaliów Warszawskich. Organizatorom z 10 uczelni udało się po raz kolejny stworzyć ciekawy i bogaty program. Początek można uznać za poważny, bo ówczesne Ursynalia zainaugurowały trzy konferencje na temat wolontariatu, przedsiębiorczości oraz mediów studenckich.
Kolejnymi elementami były impreza trzech żywiołów (ognia, wody i ziemi) oraz następujące po niej imprezy klubowe: koncert kapeli Bauagan Mistrzów w klubie Reserv’at (obecnie w miejscu mieści się klub Dziekanat) oraz międzynarodowe Flower Power Party w Club70. Drugi dzień Ursynaliów 2005 odbył się przy dźwiękach alternatywnych koncertów i tętniących życiem miasteczek organizacji studenckich. Przy tej edycji na naszej scenie pojawili się m.in. raperzy Fisz, Łona i O.S.T.R. oraz zespoły Papa Dance i Pudelsi. Muzycznym rarytasem był koncert pochodzącej z Wysp gwiazdy Transglobal Underground.

### Ursynalia 2006
Ursynalia 2006 utrzymały swoją formułę sprzed roku – duża scena, różnorodni artyści często z tzw. „topu” oraz spora ilość atrakcji towarzyszących sprawiły, że o tej imprezie znów zrobiło się naprawdę głośno.
Na głównej scenie królowało gitarowe granie w różnych odmianach. Tłumnie zgromadzeni widzowie mogli usłyszeć takich artystów jak Perfect czy Dżem. Obok nich po raz drugi (i ostatni, jak na razie…) wystąpił reprezentant kultury hip-hop czyli znany łódzki raper O.S.T.R. Z obserwacji prowadzonych podczas imprezy oraz rozmów jakie przeprowadzono po koncertach z uczestnikami wydarzenia wynikało, że zabawa była niesamowita i że warto było pojawić się w tych dniach na kampusie SGGW. Tego typu liczne opinie zmobilizowały członków Samorządu Studentów SGGW do jeszcze większego wysiłku przy organizacji imprezy za rok, czyli Ursynaliów 2007.

### Ursynalia 2007
Rok po sukcesie Ursynaliów 2006, w środku maja roku 2007 odbył się kolejny muzyczny weekend na kampusie SGGW. Organizatorzy bogatsi o doświadczenia zebrane z ubiegłych edycji włożyli mnóstwo wysiłku w to by przygotować imprezę jeszcze lepszą niż ta z roku 2006! I jak wynika z opinii uczestników ten cel udało im się osiągnąć. Ursynalia 2007, których głównym koordynatorem był Adam Zdanowski, ówczesny przewodniczący Samorządu Studentów SGGW, odniosły znaczący sukces. Na kampus SGGW w sobotni wieczór zawitało około 60 tys. ludzi! Liczba ta lekko zaskoczyła nawet samych organizatorów. Jednak nie ma co się dziwić skoro tego dnia imprezę kończył niezwykle energetyczny występ grupy Dżem.
Jednak Dżem nie był jedyną gwiazdą tej edycji Ursynaliów. Jak w roku poprzednim sceną zawładnęły zespoły, których muzykę można włożyć do szerokiej szuflady z etykietką „rock”. Na scenie pojawiły się takie zespoły jak: T.Love, Wilki, Oddział Zamknięty, Lao Che, Acid Drinkers.
Sukces Ursynaliów 2007 był spowodowany nie tylko przez atrakcyjnych wykonawców na scenie ale również poprzez szereg imprez towarzyszących. Część z nich zaczęła się już na tydzień przed Ursynaliami, w celu przygotowania studentów SGGW (i nie tylko) na zbliżające się święto. Zaś w czasie samej imprezy uczestnicy mieli okazję skorzystać ze strefy Extreme Zone, czy też wziąć udział w zawodach sportowych.
A gdy już podsumowano imprezę, to dla Organizatorów stało się jasne, że zgodnie z maksymą „apetyt rośnie w miarę jedzenia” kolejne Ursynalia powinny znów być lepsze od wcześniejszej edycji.

### Ursynalia 2008
Wiadomo było, że Ursynalia stały się wydarzeniem przyciągającym tłumy zarówno młodych jak i starszych osób. Jej stałe wpisanie do kalendarza majowych eventów dawały gwarancję znaczącej frekwencji.
Organizatorzy jednak nie chcieli spocząć na laurach i szukali pomysłu jak można by zwiększyć atrakcyjność tej największej imprezy na kampusie SGGW. Dlatego padł pomysł by po raz pierwszy zaprosić szerzej znany zespół z zagranicy. I to zadanie udało się wykonać!
Sukces z 2007 roku sprawił, że nowa ekipa – ponownie „pod wodzą” Adama Zdanowskiego – ruszyła energicznie do pracy. Ponieważ impreza miała rozmachem przyćmić wszystkie poprzednie edycje, to pierwsze rozmowy prowadzono już na początku listopada 2007 roku.
Jednak w miarę upływu dni i tygodni coraz więcej rzeczy stawało się wiadomych. Z początkiem roku ogłoszono, że Ursynalia odbędą się 16 i 17 maja na kampusie SGGW. Potem stopniowo kontraktowane były zespoły, które pojawiły się na Scenie Głównej. Nota bene bardzo dużej scenie, bo była to największa scena juwenaliowa w Polsce i jedna z większych w tej części Europy.
Zaś wracając do artystów to w kwestii dominującego nurtu muzycznego nic się nie zmieniło – Ursynalia pozostały wciąż związane z szeroko pojętym rockiem. Jednak swego rodzaju nowością było pojawienie się dwóch całkiem dobrze znanych zespołów z zagranicy. W piątek gwiazdą był pochodzący z Niemiec zespół H-Bloxxx (patrz sekcja wideo po lewej), a w sobotę zagrał znany w owym czasie młody włoski zespół Vanila Sky (ich utwór również znajdziesz w sekcji wideo). Publiczność z entuzjazmem przyjęła tych wykonawców. Nie byli to jedyni artyści, bo przecież na Scenie Głównej pojawili się jeszcze m.in. Hey, Dżem, Hunter, Enej, Farben Lehre oraz Jelonek.
Ursynalia 2008 oferowały również bardzo dużą ilość imprez towarzyszących. Ogólnowarszawska Olimpiada Akademików, Miasteczko Zdrowia, Miasteczko Kultury Studenckiej, zawody Strong Man dla (umięśnionych) studentów i Extreme Zone dla miłośników adrenaliny to tylko część przedsięwzięć, które miały miejsce w czasie omawianej edycji Ursynaliów.
Ursynalia 2008 były momentem wielu zmian. Po raz pierwszy impreza przybrała formułę przypominającą festiwale muzyczne. Konsekwencją tego było wprowadzenie do powszechnego użycia drugiej części nazwy czyli „Warsaw Student Festival”. Po raz pierwszy na naszej scenie zagrało dwóch znaczących wykonawców z zagranicy. Po raz pierwszy impreza została wyprodukowana w znacznym stopniu niezależnie od Porozumienia Uczelni Warszawskich, które do tego czasu co roku było głównym Organizatorem imprez juwenaliowych w Warszawie.
To, że Ursynalia 2008 można było zaliczyć do imprez bardzo udanych nie podlegało większej dyskusji. Jednak pojawił się wśród Organizatorów pewien problem: jak można utrzymać ten wysoki poziom? Co trzeba zrobić żeby Ursynalia 2009 były jeszcze bardziej atrakcyjne? Pytań było wiele, znalezienie odpowiedzi na nie niełatwe a czas płynął nieubłaganie. Jak się potem okaże Organizatorom udało się ostatecznie znaleźć klucz do kolejnego sukcesu.

### Ursynalia 2009 – Warsaw Student Festival
Ursynalia 2009 były dużym krokiem w stronę przekształcenia imprezy studenckiej w profesjonalny festiwal muzyczny. Pierwszą zauważalną zmianą było wydłużenie imprezy do trzech dni.
Tym razem święto Studentów SGGW odbyło się nie jak zwykle w początkach miesiąca, lecz w ostatni weekend maja. Duża zmiana nastąpiła także w samej organizacji poszczególnych dni.
Imprezę podzielono tematycznie na piątkowy rock, sobotni alternative i niedzielny etno–folk. Także tym razem nie zabrakło czołowych gwiazd polskiej sceny muzycznej. Swój koncert dali m.in. Coma, Lao Che, Hunter, Audiofeels, Hurt Izrael, Jelonek i Żywiołak. Ursynalia 2009 tak jak rok wcześniej gościły również artystów zza granicy, gdyż w sobotę 30 maja zagrał brytyjski zespół Kosheen.
Rozszerzono także formułę sceniczną. Tym razem nie było jednej sceny, lecz trzy niezależne! Obok sceny głównej znalazła się po raz pierwszy Scena Młodych Talentów oraz namiot Muzyki Elektronicznej. Zwłaszcza ta ostatnia cieszyła się wielkim powodzeniem z racji na niespotykane dotąd na Juwenaliach połączenie topowych gwiazd muzyki z klubowymi rytmami.
Nie zabrakło także już charakterystycznych dla Juwenaliów SGGW Extreme Zone i zawodów sportowych, które organizowało środowisko AZS SGGW. Można było spróbować swoich sił w zmaganiach piłki plażowej, wziąć udział w Sztafecie Studentów z cennymi nagrodami, a poszukiwacze mocnych wrażeń mogli sprawdzić swoje nerwy dzięki dwóm dźwigom bungee. Ursynalia to jednakże nie tylko muzyczna ekspresja, lecz także mnogość projektów towarzyszących. W edycji 2009 można było odwiedzić Miasteczko Kultury Studenckiej czy też posłuchać brazylijskich rytmów na Planecie Latina.

### Ursynalia 2010 – Warsaw Student Festival
Od paru lat Ursynalia przeobrażały się z dobrze znanych imprez juwenaliowych z klimatem rock i piwo w festiwal z prawdziwego zdarzenia. 2010 rok był kolejnym krokiem naprzód. Do występu na głównej scenie zaproszono 3 gwiazdy światowej sławy. Rozmach przedsięwzięcia wymagał dodatkowych środków finansowych (budżet Ursynaliów 2010 roku to prawie milion złotych). Nie wszystkie pieniądze pochodziły od uczelni i sponsorów. Dlatego pierwszy raz w 2010 roku pojawiły się płatne wejściówki. Impreza mimo wprowadzeniu biletu, liczyła wysoką frekwencję.
Dwa dni przed festiwalem perkusista gwiazdy Ursynaliów zespołu SUM41 złamał rękę. Musieli oni w ostatniej chwili odwołać swój występ, jak i całą europejską trasę i przełożyć go na inny termin. (Koncert odbył się 2 grudnia 2010 roku podczas zimowej edycji Ursynaliów). Ich miejsca zajęła COMA.
O 20:30 dawał koncert „Parov Stelar Band”. Kolejnymi gwiazdami byli „Jelonek”, oraz „Strachy na lachy”. W namiocie klubowym wystąpił Angelo Mike.
W sobotę zagrali: „Lipali”, „Buldog”, „The Futureheads”, „COMA”, „Kazik Na Żywo”.
Tego dnia odbyły się wybory najpiękniejszej miss warszawskich uczelni oraz koncerty Sidneya Polaka, Ewy Farnej, ówczesnej laureatki 4 nagród Viva Comet i Lady Pank.
W specjalnej strefie Extreme Zone można było skoczyć na bungie. Na terenie festiwalu można też było wziąć udział w zawodach sportowych organizowanych przez AZS SGGW lub pobawić się podczas Olimpiady Akademików.

### Ursynalia 2011 – Warsaw Student Festival
Ursynalia od lat są jednym z największych juwenaliów w Polsce i powoli przeobrażały się z lokalnej rockowej imprezy studenckiej w festiwal z prawdziwego zdarzenia. Rok 2011 był kolejnym krokiem naprzód. Do występu na głównej scenie zaproszono aż 9 gwiazd światowego formatu. Rozmach przedsięwzięcia wymagał dodatkowych środków finansowych. Nie wszystkie pieniądze pochodziły od uczelni i sponsorów, dlatego uczestnictwo w Ursynaliach było płatne. Line-up festiwalu był na tyle interesujący, że impreza mimo płatnego uczestnictwa dopisała niesamowitą frekwencją.
Ursynalia w roku 2011 po raz pierwszy odbyły się w ciągu tygodnia (środa – piątek), a nie tak jak w poprzednich latach w weekendy.
W środę 1 czerwca od godziny 15:00 zaczęły się tworzyć pierwsze kółka fanów muzyki siedzących na trawie i oczekujących na występy swoich idoli. O godzinie 20:00 teren festiwalowy był już praktycznie wypełniony uczestnikami festiwalu. Na scenie wtedy swój występ rozpoczynał zespół Stillwell, w którego skład wchodzą muzycy Korna i P.O.D. Tego wieczora na scenie można było podziwiać także takie zespoły jak: Proletaryat, Carrion, Sickroom, Jelonek oraz KORN. Na scenie klubowej można było wysłuchać koncertu Grubsona, oraz soundsystemu DJ Abdoola i Numer Raz.
Koncerty czwartkowe były również obfite w gwiazdy polskie, jak i zagraniczne. Sen Zu, Olaf Deriglasoff, Perfect, GUANO APES oraz Alter Bridge stanęli na wysokości zadania i porwali festiwalową publiczność. Na scenie klubowej drugiego dnia festiwalu można było spotkać Martijna Ten Veldena znanego z utworu „I wish you would”.
Piątek miał charakter dnia luźniejszego. Program tego dnia nieco wyciszał podniosłe nastroje z poprzednich nocy. Podczas trzeciego i zarazem ostatniego dnia na scenie głównej wystąpiły takie zespoły jak: Afromental, Oedipus, Jamal, Young Guns, Turboweekend oraz Simple Plan. Ten ostatni zespół dał fenomenalny koncert, nawiązał widoczny kontakt z publicznością, a wokalista zamienił słowa w jednej z piosenek na polskie wyrazy, co bardzo spodobało się festiwalowej publiczności.
Podczas Ursynaliów nie zabrakło też licznych atrakcji i projektów towarzyszących.
Każdy z zainteresowanych mógł zapoznać się z produktami firmy Microsoft oraz pograć ze znajomymi na konsolach tej firmy. Na każdego uczestnika Ursynaliów czekało wielkie wesołe miasteczko, gdzie mógł miło spędzić czas pomiędzy poszczególnymi koncertami. Na terenie festiwalu można też było wziąć udział w zawodach sportowych organizowanych przez AZS SGGW (turniej Beach Tennisa, siatkówki, etc.) lub pobawić się podczas Olimpiady Akademików, z szalonymi dyscyplinami i konkursami, gdzie można było wygrać stół bilardowy.

### Ursynalia 2012 – Warsaw Student Festival

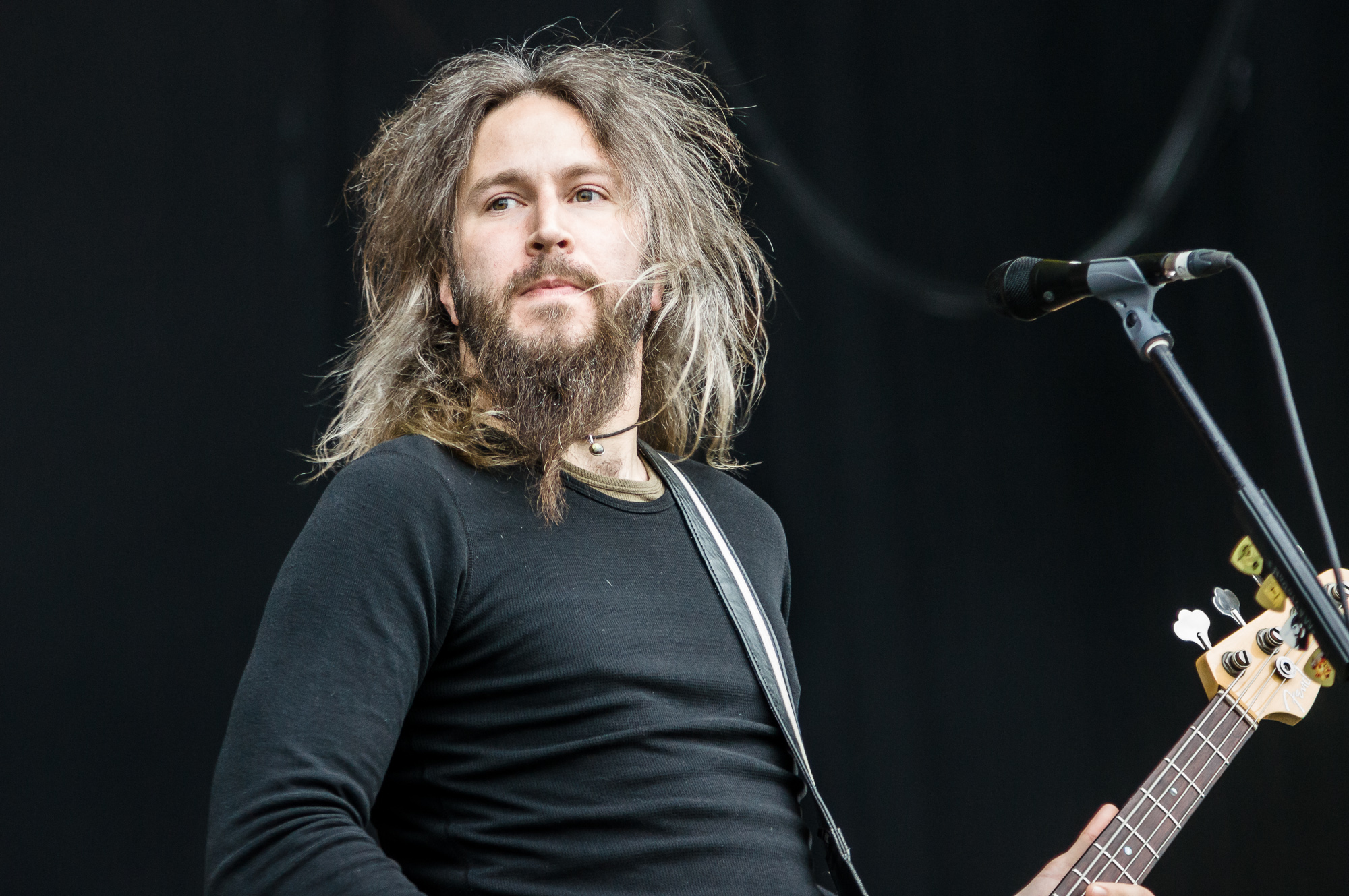
Toy Sanders, wokalista i basista zespołu Mastodon, Ursynalia 2012

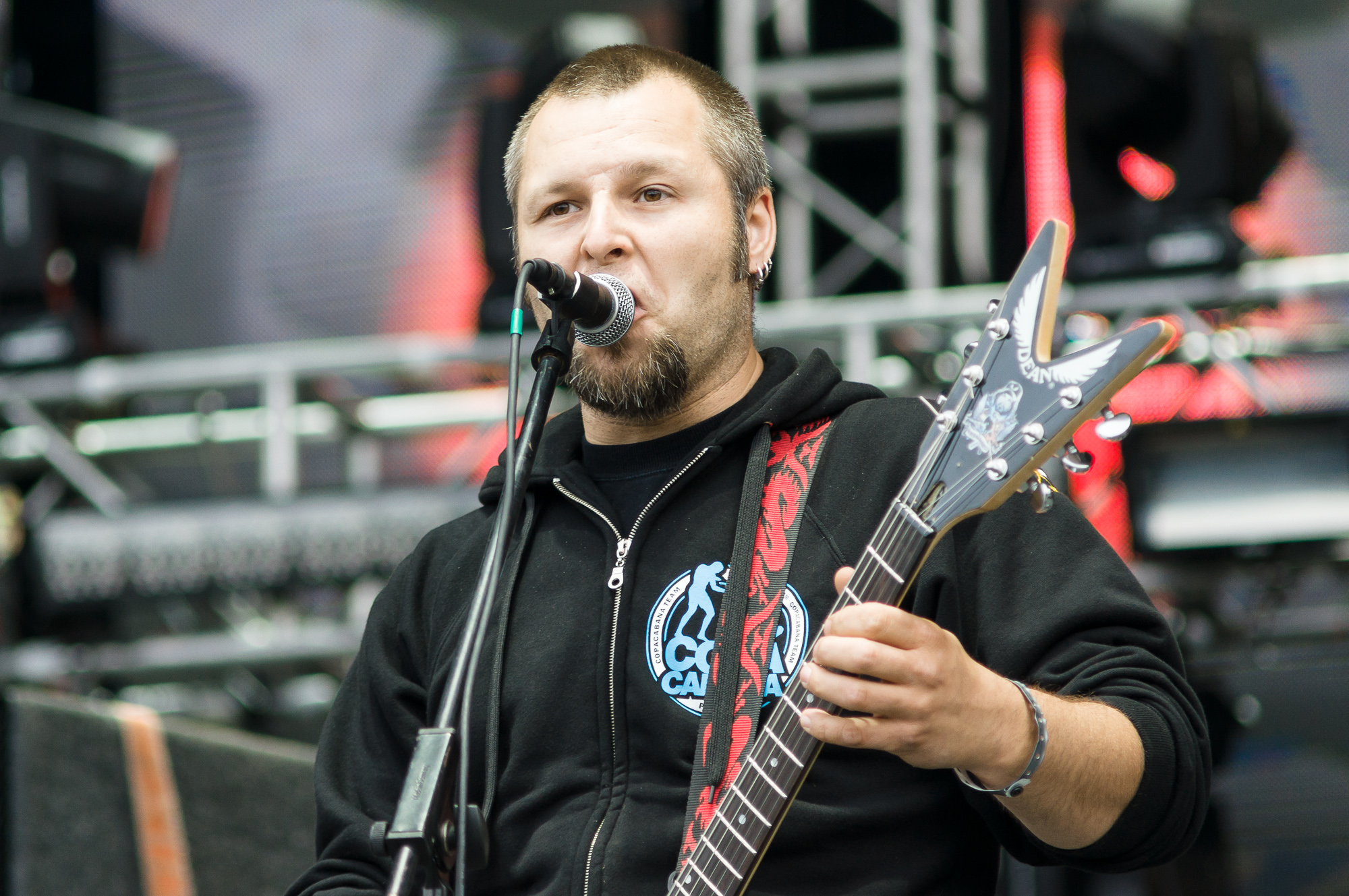
Jakub Łuczak, wokalista i gitarzysta zespołu AmetriA, Ursynalia 2012

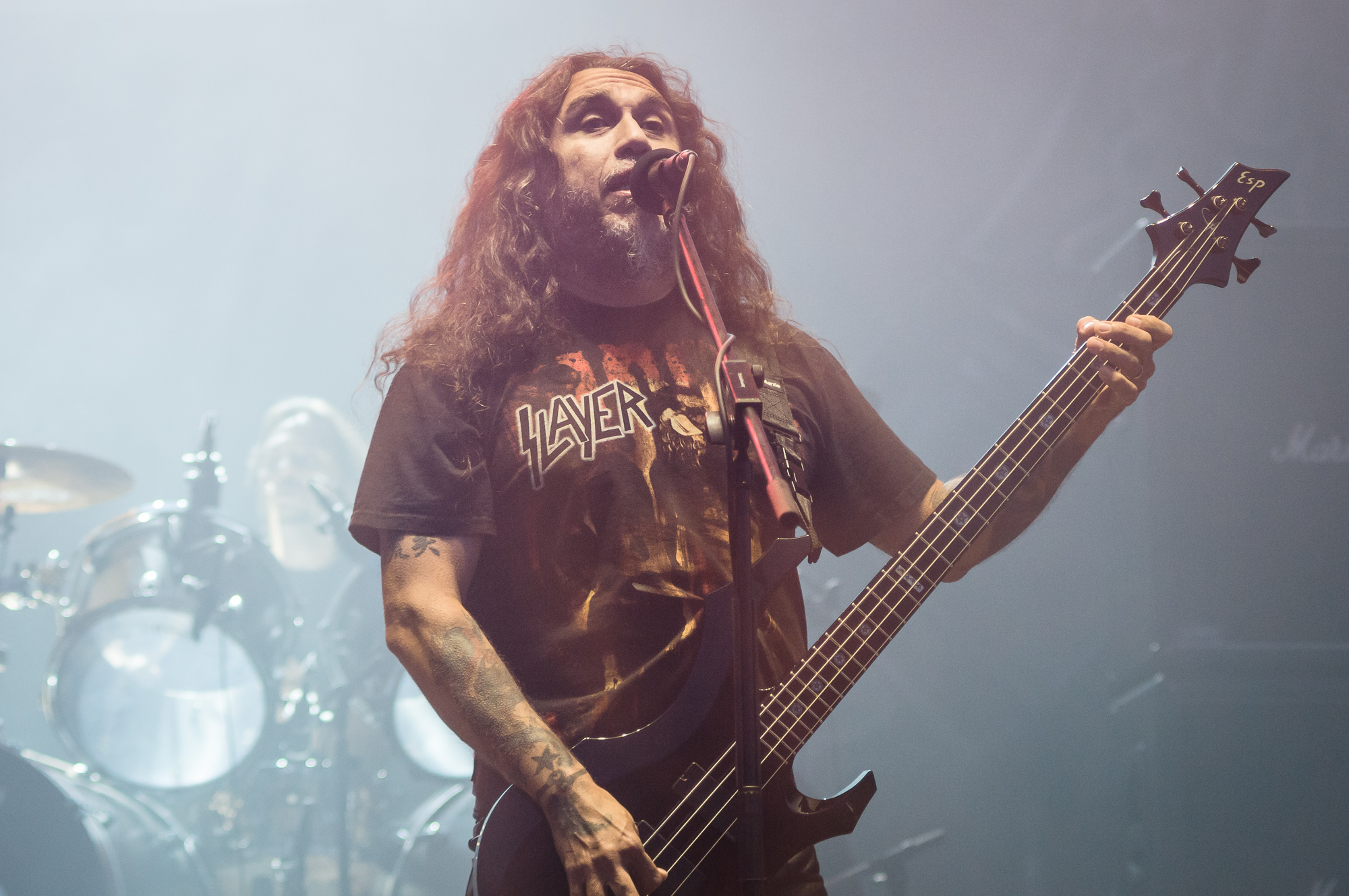
Tom Araya, wokalista i basista zespołu Slayer, Ursynalia 2012

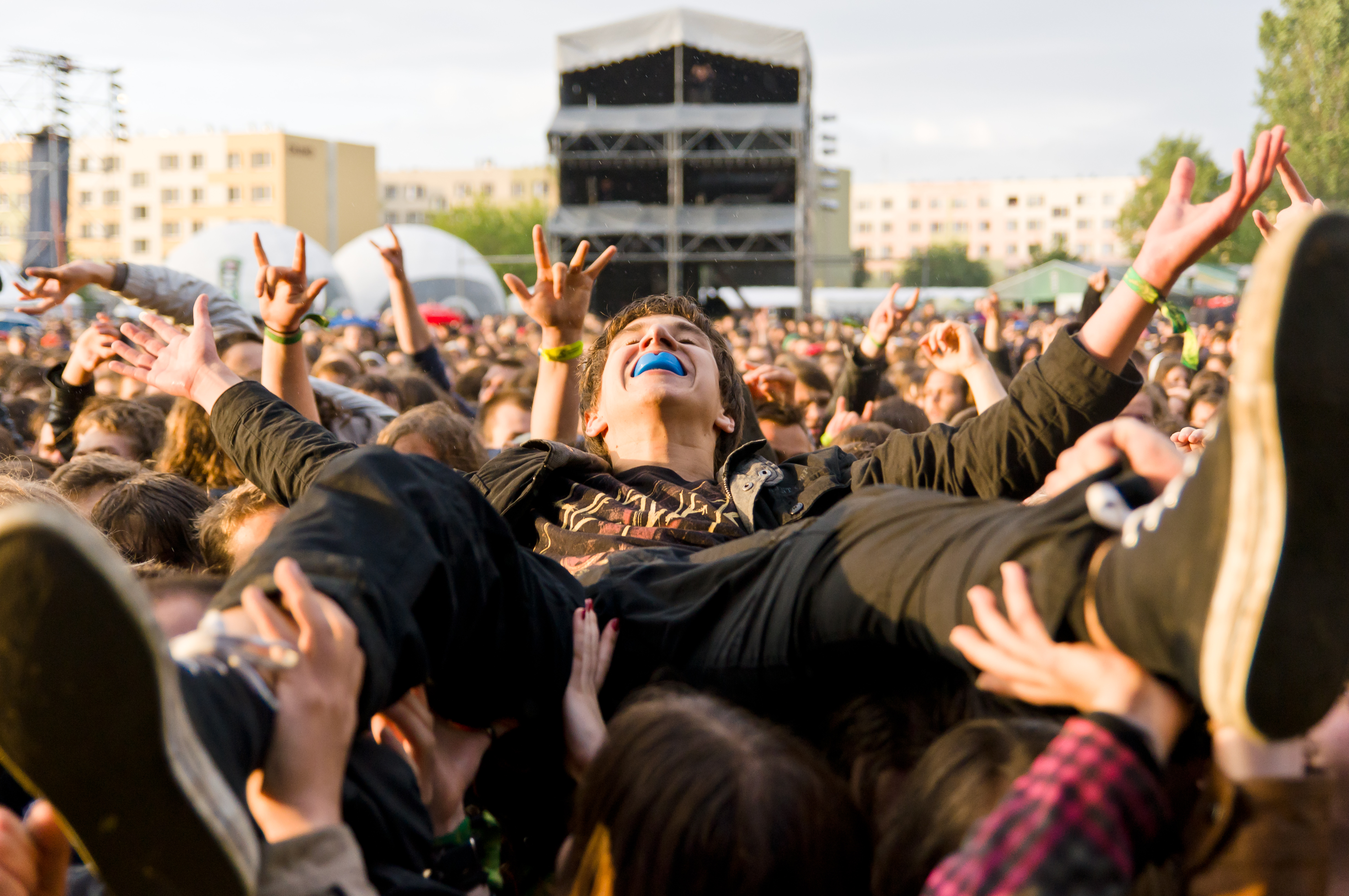
Crowd surfing podczas koncertu zespołu Luxtorpeda, Ursynalia 2012

Ursynalia 2012 były 29 edycją festiwalu studenckiego Ursynalia – Warsaw Student Festival, która odbyła się na terenie Kampusu SGGW w dniach 1-3 czerwca 2012 roku. Po raz kolejny studenci SGGW udowodnili całej Polsce, że potrafią zorganizować festiwal światowej rangi i największy festiwal studencki w Europie.
Po raz trzeci Ursynalia były imprezą biletowaną. To właśnie dzięki wpływom ze sprzedaży biletów udało się stworzyć podziwiany przez wielu lineup i zapewnić występy gwiazd światowego formatu: Limp Bizkit, Slayer, Billy Talent, In Flames, Nightwish i innych. Pierwszy raz na festiwalu zagościły dwie sceny: Main Stage oraz Open Stage. Main Stage to duża scena (jedna z największych w Polsce), na której odbyły się koncerty między innymi wyżej wymienionych zespołów. Open Stage to druga, mniejsza scena, która zastąpiła Namiot Klubowy znany z poprzednich edycji. Open Stage stała się alternatywą dla Main Stage, sceną na której gościły wszystkie gatunki. Warto wspomnieć, że Open Stage miała takie same wymiary jak Scena Główna Ursynaliów w 2010 roku. Przez trzy festiwalowe dni Ursynalia odwiedziło 120 tysięcy uczestników, a na dwóch scenach można było podziwiać ponad 50 zespołów. Lineup tegorocznych Ursynaliów został oceniony zarówno przez media, jak i polskich artystów jako jeden z najlepszych lineupów festiwalowych 2012 roku. Dodatkowo po raz pierwszy powstało w pełni profesjonalne i wyposażone pole namiotowe na 1500 osób.
W piątek 1 czerwca już od godziny 10:00 na terenie Kampusu SGGW można było spotkać pierwszych festiwalowiczów, którzy wyczekiwali godziny 15:00, aby móc wejść na teren festiwalu. O godzinie 20:00 odbyło się oficjalne otwarcie festiwalu, w którym udział brały Władze SGGW oraz studenci przygotowujący festiwal. Tuż po oficjalnym otwarciu na scenie pojawił się SLAYER. Po występie amerykańskiej legendy thrash metalu okazję do zagrania na Main Stage miał finalista Konkursu Kapel – zespół Chassis jako support ostatniej gwiazdy tego dnia – Limp Bizkit. Równolegle do Main Stage odbywały się koncerty na Open Stage, gdzie wystąpili The Pryzmats, Fisz & Emade, Projekt TABASKO, DJ Procop, Benassi Bros feat. Dhany oraz Paul Johns.
W sobotę pogoda była podobna do piątkowej – było około 17 st. C. Na dużej scenie wystąpili Oediups, przy których piosenkach można było bawić się podczas Ursynaliów 2011, Hunter, My Riot, Illusion, Orbita Wiru, In Flames oraz headliner drugiego dnia – Nightwish. W tym samym czasie na małej scenie odbył się pokaz tańca Szkoły Riviera oraz wystąpili Warszafski Deszcz, Poparzeni Kawą Trzy oraz Modestep jako główna gwiazda „mniejszej sceny”, gromadząc prawdziwe tłumy. Ilością festiwalowiczów pod sceną zaskoczeni byli sami muzycy z Modestep.
Niedziela tak jak w latach ubiegłych była dniem lżejszym pod względem muzycznym niż dwa poprzednie. Na dużej scenie można było podziwiać Armię, Gojirę, Mastodona, Jelonka, który tradycyjnie świętował z nami swoje urodziny oraz headlinera ostatniego dnia festiwalu – zespół Billy Talent. Open Stage gościła takie gwiazdy jak: Dzień Zapłaty, George Borowski – wirtuoza gitary oraz AWOLNATION.
29. edycja Ursynaliów była także obfita w liczne atrakcje i projekty towarzyszące.
Wiele atrakcji czekało na uczestników w aktywnościach zorganizowanych przez sponsora głównego Lecha, na festiwalowiczów czekało m.in. słynne Silnet Party. Wszyscy zainteresowani mieli także okazję zapoznać się z produktami firmy Intel oraz Microsoft w specjalnie zaaranżowanej strefie. Frugo przygotowało kino pod chmurką, gdzie odpoczywając na leżakach można było oglądać filmy na wielkim telebimie. Na uczestników Ursynaliów czekało także wielkie wesołe miasteczko położone niedaleko Main Stage. Na terenie festiwalu nie zabrakło też zawodów sportowych organizowanych przez AZS SGGW. Turniej Beach Tennis’a, siatkówki, Olimpiada Akademików z szalonymi dyscyplinami i konkursami oraz Dzień Wiejski, gdzie ubijano masło oraz przeciągano traktor przyciągnęły wielu uczestników.
W miesiącach październik – listopad odbyło się głosowanie w konkursie „European Festival Awards” w kategorii „Najlepszy Średniej Wielkości Festiwal”, który odbył się w 2012 roku w Europie. Ursynalia 2012 dostały się do najlepszej dziesiątki w swojej kategorii, tzw. „shortlist” i oczekują na ogłoszenie zwycięzcy, które będzie miało miejsce 9 stycznia 2013 roku w Groningen w Holandii.

### Ursynalia 2013 – Warsaw Student Festival
W 2013 roku odbyła się jubileuszowa, 30. edycja Ursynaliów. Wydarzenie przyciągnęło tysiące fanów muzyki, oferując im trzy dni pełne niezapomnianych wrażeń. Od 31 maja do 2 czerwca na scenach wystąpiło wiele znakomitych zespołów i artystów, a organizatorzy zadbali o to, by program festiwalu wykraczał poza samą muzykę.
Podczas pierwszego dnia, 31 maja, na Main Stage publiczność mogła zobaczyć energetyczne występy Frog'n'Dog, Dead by April, Soilwork, Hunter, The Sixpounder, a wieczór zakończyły mocne brzmienia legendarnych zespołów Motörhead oraz Bullet for My Valentine. Open Stage również dostarczyła wielu emocji – na scenie pojawili się Transsexdisco, Lostbone, Frontside, Poparzeni Kawą Trzy, Luxtorpeda, Enej, a na zakończenie niezapomniany koncert dało Pendulum.
1 czerwca na Main Stage wystąpili kolejno Seven on Seven, Hedfirst, Parkway Drive, Chemia oraz Venflon, rozgrzewając publiczność przed koncertami HIM i 3 Doors Down, które były głównymi atrakcjami wieczoru. Na Open Stage można było posłuchać takich artystów jak Icona, Minerals, Corruption, Mesajah, Jelonek, Gentleman & The Evolution, a noc zakończył set DJ-a Procop.
Ostatniego dnia, 2 czerwca, na Main Stage publiczność mogła cieszyć się występami Magnificent Muttley, Infernal Bizarre, Mama Selita, Royal Republic, Ukeje oraz TSA. Równocześnie na Open Stage wystąpili Splot, Audioshock, Katy Carr and the Aviators oraz Friction, dostarczając fanom niezapomnianych muzycznych wrażeń.
Jednym z kluczowych elementów towarzyszących był konkurs kapel pod nazwą Ursynalia The Tour. W ramach konkursu zorganizowano sześć koncertów w sześciu miastach Polski: Gdańsku, Katowicach, Poznaniu, Wrocławiu, Warszawie i Łodzi. Do rywalizacji zgłosiło się ponad 500 zespołów, z których jury wybrało 30 finalistów. Zwycięzcą konkursu została grupa Mama Selita, która zaprezentowała się podczas finałowego występu.
Ursynalia to nie tylko muzyka. Organizatorzy przygotowali szereg atrakcji towarzyszących, które przyciągnęły zarówno studentów, jak i mieszkańców Warszawy. Na terenie festiwalu można było wziąć udział w aktywnościach przygotowanych przez partnerów wydarzenia, a także spróbować swoich sił w zawodach sportowych organizowanych przez AZS SGGW. W programie sportowym znalazły się m.in. turnieje Beach Tennisa i siatkówki, a także Olimpiada Akademików, podczas której uczestnicy rywalizowali w nietypowych konkurencjach. Dodatkową atrakcją był Dzień Wiejski, który stał się okazją do wspólnej zabawy i integracji w luźnej, festiwalowej atmosferze.

### Ursynalia 2014 – Warsaw Student Festival
Ursynalia 2014 odbyły się w dniach 30-31 maja 2014. Program Ursynaliów w 2014 roku obfitował w różnorodne koncerty na dwóch scenach: Lech Stage i Monster Energy Stage. Każdy z dni festiwalu oferował moc atrakcji, a na scenach występowały zarówno znane zespoły, jak i młodzi, utalentowani artyści.
Pierwszy wieczór na głównej scenie rozpoczął się od występu zespołu Buka, który wprowadził publiczność w festiwalowy klimat. Następnie na scenie pojawili się Koniec Świata oraz Rahim. Uczestnicy mogli również liczyć na koncerty Dubioza Kolektiv i Jelonka. Wieczór zwieńczył koncert Hurricane Dean, który zapewnił niezapomniane zakończenie pierwszego dnia. Na drugiej scenie, Monster Energy Stage, festiwal otworzył występ zespołu Dive. Na scenie pojawili się także Chopin Died oraz Seven on Seven. Pierwszy dzień na tej scenie zakończył koncert Scream Your Name.
Drugi dzień na Lech Stage rozpoczął się od występu Orkiestry Reprezentacyjnej SGGW, po którym na scenie pojawił się Noko, a następnie zagrał Deyacoda. Wieczorem publiczność mogła usłyszeć Huntera, który przygotował atmosferę na występ głównej gwiazdy – Mastodona. Festiwal na tej scenie zakończył się koncertem zespołu Akurat. Na Monster Energy Stage drugi dzień otworzył występ Vervrax. Następnie publiczność mogła usłyszeć Crimson Rockets i The Sixpounder. Na zakończenie festiwalu na tej scenie wystąpił zespół OCN, dostarczając solidnej dawki energii.
Festiwal to nie tylko koncerty, ale także liczne dodatkowe atrakcje. Wśród nich znalazły się m.in. namiot Monstera, gdzie grane były sety DJ-ów oraz organizowane spotkania z muzykami, takimi jak Hurricane Dean, Scream Your Name czy The Sixpounder. Nie zabrakło także strefy gastronomicznej, gdzie uczestnicy mogli napić się piwa i zjeść ciepłe posiłki.

### Ursynalia 2015 – Warsaw Student Festival
32. edycja jednego z największych festiwali studenckich w Polsce, odbyła się w dniach 29–30 maja 2015 roku. Wydarzenie przyciągnęło zarówno uznanych artystów z Polski i zagranicy, jak i młodych wykonawców, którzy mieli okazję zaprezentować się na specjalnej Open Stage.
29 maja na Monster Energy Stage wystąpili The Sixpounder, Jelonek, Skindred, Chemia, Epica oraz Coma. Tego samego dnia na Open Stage zaprezentowali się Cathleen, Call the Sun, Slim Motion, Domowe Melodie, Piękni i Młodzi, Farben Lehre oraz Kamil Bednarek.
Natomiast 30 maja na głównej scenie, publiczność mogła zobaczyć występy zespołów Unearth, Venflon, Hatebreed, Napalm Death, Guano Apes oraz The Qemists. Na Open Stage pojawili się Inpersona, TBA, Westwood, Antyradio Cover Band, Blue Horizon, Miro oraz Sokół i Marysia Starosta.

### Ursynalia 2016 – Warsaw Student Festival
Ursynalia 2016 odbył się w dniach 3-4 czerwca. Festiwal miał miejsce na terenie kampusu SGGW przyciągnął tłumy młodych ludzi spragnionych muzycznych wrażeń. 
W ciągu dwóch dni imprezy na Ursynaliowej scenie wystąpiło wielu artystów z różnych gatunków muzycznych. Wśród nich znaleźli się TEDE, który porwał publiczność swoimi energetycznymi kawałkami rapowymi, oraz Akcent, jeden z najpopularniejszych zespołów disco polo, który zgromadził fanów tego gatunku. Oprócz nich uczestnicy imprezy mogli usłyszeć gwiazdy takie jak Vavamuffin, Kazik, Farben Lehre, Tabu, Grizzlee, KSU, Cała Góra Barwinków, Junior Stress, Power Play, Hungry Hungry Models oraz Wixapol SA.
Ursynalia 2016 były szczególną edycją festiwalu, ponieważ stanowiły ostatnią edycję pod nazwą Warsaw Student Festival. Dodatkowo, było to również ostatnie Ursynalia zorganizowane na terenie Nowego Kampusu SGGW. Po wielu latach impreza przeniosła się na tereny zielone Starego Kampusu po drugiej stronie ulicy Nowoursynowskiej.

### Ursynalia 2017
34. edycja Ursynaliów, zorganizowana przez Samorząd Studentów SGGW we współpracy z Fundacją Universitatis Varsoviensis, miała miejsce w dniach 2–3 czerwca 2017 roku i przyciągnęła tysiące studentów oraz miłośników muzyki. 
Pierwszego dnia na scenie wystąpili Letni Chamski Podryw, Luxtorpeda, Chonabibe, Enej oraz Grubson. Drugiego dnia Ursynaliowa scena gościła takich wykonawców jak Improwizacja, Farben Lehre, ZBUKU, Cleo i C-Bool. Ursynalia 2017 były nie tylko okazją do świetnej zabawy, ale także do integracji środowiska studenckiego oraz mieszkańców Warszawy.
Podczas 2 dni pełnych zabawy uczestnicy mieli okazję skorzystać z wielu atrakcji w strefie rozrywki, podzielonej na dwie części – dla ciała i dla ducha. Za stronę duchową wydarzenia odpowiadali partnerzy, w tym Klub Hybrydy. W strefie gastronomicznej czekały foodtrucki oferujące specjalne menu, a także kody zniżkowe dla uczestników. Za część sportową odpowiadał AZS SGGW, organizując turnieje piłki plażowej i mini tenisa, a także zajęcia z treningu funkcjonalnego oraz Zumba Fitness, które cieszyły się dużym zainteresowaniem wśród uczestników. Dla miłośników gier firma Komputronik zorganizowała dwudniowy turniej Counter-Strike oraz rozgrywki FIFA 2016 na konsolach, łącząc tym samym rozrywkę sportową i elektroniczną. Ta inicjatywa przyciągnęła zarówno pasjonatów e-sportu, jak i tych, którzy chcieli spróbować swoich sił w wirtualnych rozgrywkach.
Ursynalia 2017 były nie tylko okazją do świetnej zabawy, ale także do integracji środowiska studenckiego oraz mieszkańców Warszawy.

### Ursynalia 2018
Ursynalia 2018, zorganizowane przez Samorząd Studentów SGGW ponownie we współpracy z Fundacją Universitatis Varsoviensis, w dniach 8 i 9 czerwca, były wydarzeniem o otwartym charakterze, z darmowym wstępem na koncerty oraz strefę rozrywki, co pozwoliło na zwiększenie dostępności wydarzenia dla studentów oraz mieszkańców Warszawy. Ursynalia 2018 przyciągnęły tłumy miłośników muzyki i dobrej zabawy, oferując bogaty program artystyczny oraz liczne atrakcje towarzyszące.
Pierwszego dnia na scenie wystąpili Dejw, Top Girls, Markus P, Long & Junior oraz Playboys, natomiast w sobotę publiczność mogła usłyszeć Kondersów, Jareckiego, Bitaminę, a także Pawbeatsa, który zaprosił gości specjalnych, w tym Dwa Sławy, VNM-a, Xxanaxx, Bisza, Buslava i Te-Trisa. Główną gwiazdą wieczoru był Zeus.
Oprócz koncertów uczestnicy mieli dostęp do strefy rozrywki, gdzie mogli skorzystać z „happy hour” na piwo, oferty foodtrucków, obejrzeć Olimpiadę Akademików oraz wziąć udział w plenerowych grach i zabawach.

### Ursynalia 2019
Kolejna edycja jednej z największych imprez studenckich w Warszawie, która odbyła się w dniach 31 maja – 1 czerwca 2019 roku na Starym Kampusie SGGW. Jak co roku, Ursynalia przyciągnęły tłumy studentów oraz mieszkańców stolicy, oferując bogaty program artystyczny, liczne atrakcje oraz możliwość integracji w radosnej atmosferze. Wydarzenie to, organizowane przez Samorząd Studentów SGGW we współpracy z Fundacją Universitatis Varsoviensis, na stałe wpisało się w kalendarz najważniejszych studenckich festiwali w Polsce.
Pierwszego dnia, 31 maja, na scenie wystąpili Viktoriia Zazhyrko – zwyciężczyni Student Talent Show SGGW, która zachwyciła publiczność swoim głosem i sceniczną charyzmą, a także Zespół Exelent, Zespół Muzyczny Defis oraz Zespół After Party, które zapewniły świetną zabawę do późnych godzin. Wieczór zakończył się koncertem legendarnego Krzysztofa Krawczyka, którego występ stał się jednym z najważniejszych punktów programu, wzbudzając ogromne emocje wśród publiczności.
Drugiego dnia, 1 czerwca, publiczność mogła usłyszeć Te-Tris, Zeamsone, Adi Nowak, PlanBe oraz Palucha. Występy te wprowadziły uczestników w rytm imprezy, a zwłaszcza koncert Palucha, który zakończył festiwal w atmosferze wielkiego entuzjazmu. Różnorodność artystów, od hip-hopu po muzykę rozrywkową, sprawiła, że każdy znalazł coś dla siebie.
Oprócz koncertów uczestnicy mogli skorzystać z licznych atrakcji w strefie rozrywki, gdzie studenci mogli się zintegrować i wspólnie bawić. Wśród przygotowanych aktywności znalazły się popularne gry, takie jak Twister, Flanki czy Mopej, które dostarczyły wielu śmiechu i emocji. Dla miłośników mocnych wrażeń przygotowano również darmowy skok na bungee, który cieszył się ogromnym zainteresowaniem.
W ramach tegorocznej edycji pod hasłem “Ursynalia na sportowo!” zorganizowano dwie specjalne imprezy sportowe, które cieszyły się ogromnym zainteresowaniem. Współorganizatorem tych wydarzeń był AZS SGGW, który przy współpracy z Samorządem Studentów SGGW przygotował turniej siatkówki oraz Olimpiadę Akademików. Turniej siatkówki stał się areną rywalizacji drużyn studenckich, dostarczając wielu emocji, a Olimpiada była okazją do zdrowej rywalizacji i integracji między reprezentacjami akademików.

### Ursynalia 2020/2021
Z powodu pandemii COVID-19 Ursynalia się nie odbyły.

### Ursynalia 2022
Kolejna edycja jednego z najważniejszych wydarzeń studenckich w Warszawie, która odbyła się w dniach 3–4 czerwca 2022 roku. Ta edycja zapisała się w historii Ursynaliów, jako szczególna, po raz pierwszy w organizację festiwalu włączyła się Fundacja Paideia, współpracując z Samorządem Studentów SGGW. Dzięki tej współpracy impreza zyskała jeszcze większy rozmach, oferując uczestnikom bogaty program artystyczny oraz liczne atrakcje. Głównym sponsorem wydarzenia był Okocim, a wśród partnerów znalazły się znane marki, takie jak MBank, Pepsi Max, Studencka Karta Rabatowa, Pasibus, Ubereats, KFC oraz Helios.
Pierwszy dzień juwenaliów rozpoczął się od energetycznego setu DJ Bossy’ego, który skutecznie rozkręcał publiczność, wprowadzając atmosferę zabawy. Następnie na scenie pojawiły się Top Girls oraz Piękni i Młodzi, którzy swoim występem podtrzymali wysokie tempo imprezy. Głównymi gwiazdami wieczoru byli Playboys oraz Boys, którzy swoimi hitami porwali tłumy, zapewniając niezapomniane wrażenia muzyczne.
Drugi dzień festiwalu rozpoczął DJ Artysta Szymek, który swoimi rytmami rozgrzał publiczność przed kolejnymi artystami. Jako pierwsza na scenie wystąpiła Viktoriia Zazhyrko. Następnie na scenie pojawili się Kartky, Kubańczyk oraz KęKę, którzy swoimi dynamicznymi występami utrzymywali wysoki poziom energii. Wieczór zakończył legendarny TEDE, który swoim charakterystycznym stylem i klasykami polskiego hip-hopu zapewnił mocne zakończenie Ursynaliów.
W trakcie Ursynaliów 2022 uczestnicy mogli skorzystać z licznych atrakcji w strefie rozrywki, która, jak co roku stała się jednym z najważniejszych elementów festiwalu. Dla miłośników mocnych wrażeń przygotowano skok na bungee, który cieszył się ogromnym zainteresowaniem i przyciągał zarówno śmiałków, jak i widzów chętnych do kibicowania. W strefie gier i zabaw zorganizowano turniej we flanki, popularną grę sportową, która dostarczyła wielu emocji i stała się okazją do zdrowej rywalizacji między uczestnikami. Nie zabrakło również przeciągania liny, które integrowało zarówno studentów, jak i gości festiwalu, tworząc atmosferę wspólnej zabawy. Dla tych, którzy preferowali nieco lżejsze formy rozrywki, przygotowano twistera, grę zręcznościową, która rozbawiła niejedną grupę przyjaciół i stała się źródłem wielu śmiesznych sytuacji.
Na terenie imprezy pojawiły się również stanowiska partnerów, gdzie uczestnicy mogli skorzystać z dodatkowych atrakcji. Firmy takie jak MBank, Pepsi Max, Studencka Karta Rabatowa, Pasibus, Ubereats, KFC, Helios, Redbull i Somersby przygotowały specjalne strefy, w których można było wziąć udział w konkursach, degustacjach czy warsztatach. Dla miłośników dobrego jedzenia rozstawione zostały foodtrucki, oferujące szeroki wybór gastronomicznych specjałów – od dań polskich po egzotyczne przysmaki, co pozwoliło uczestnikom na smakowanie różnorodnych potraw w przerwach między koncertami i zabawą. Strefa rozrywki, podobnie jak w poprzednich latach, stała się miejscem integracji, gdzie studenci i goście festiwalu mogli wspólnie spędzać czas, rywalizować w grach i cieszyć się atmosferą Ursynaliów. Dzięki różnorodnym atrakcjom każdy znalazł coś dla siebie, a strefa ta stała się doskonałym uzupełnieniem programu artystycznego, tworząc pełen wrażeń i radości klimat imprezy.

### Ursynalia 2023
Ursynalia 2023 był kolejną edycją jednego z najważniejszych wydarzeń studenckich w Warszawie. Impreza miała miejsce w dniach 2–3 czerwca 2023 roku na terenie Starego Kampusu Szkoły Głównej Gospodarstwa Wiejskiego. Wśród organizatorów ponownie znalazła się Fundacja Universitatis Varsoviensis, która współpracowała z Samorządem Studentów SGGW, aby zapewnić uczestnikom niezapomniane wrażenia. Partnerami wydarzenia byli Żywiec, Palladium, Hybrydy, Proxima, Rockstar, Diety od Brokuła oraz Ubereats, a ich zaangażowanie pozwoliło na przygotowanie stref rozrywki, gastronomii i aktywności na najwyższym poziomie.
2 czerwca, publiczność rozgrzał DJ Artysta Szymek i ZielakJr. Po nich na Ursynaliową scenę wkroczył Asster, znany z błyskotliwych tekstów i dynamicznych koncertów. Po nim wystąpił Olszakumpel, który rozbawił i rozruszał tłumy, a wieczór zamknęła legendarna Molesta, której koncert stał się jednym z najważniejszych punktów programu.
Drugiego dnia DJ Artysta Szymek ponownie rozkręcił publiczność. Jako pierwsza na scenie pojawiła się Karolina Lizer. Następnie wystąpiła Ania Karwan, a Janusz Walczuk zachwycił zróżnicowaną muzyką. Wieczór i cały festiwal zakończyli Słoń oraz O.S.T.R., którzy przyciągnęli tłumy fanów, a ich występy pełne energii i znanych hitów zapewniły uczestnikom niezapomniane wrażenia.
Nieodłączną częścią weekendu pełnego rozrywki są dodatkowe atrakcje przygotowane przez organizatorów. W sobotnie przedpołudnie z animacji i stref chilloutu korzystali poza studentami także mieszkańcy Ursynowa. W strefie rozrywki uczestnicy mogli skorzystać z licznych atrakcji, takich jak skok na bungee, który cieszył się ogromnym zainteresowaniem, twister, dmuchane zjeżdżalnie, które dostarczyły wielu śmiechu i emocji, a także siatkówka i badminton, które stały się okazją do zdrowej rywalizacji. W Strefie Samorządu Studentów organizowano konkursy z nagrodami, które przyciągały wielu chętnych. W strefie gastronomicznej zostały rozstawione foodtrucki, co pozwoliło uczestnikom na smakowanie różnorodnych potraw w przerwach między koncertami i zabawą. Dodatkowo, na terenie imprezy pojawiła się strefa Samsunga, gdzie uczestnicy mogli wziąć udział w specjalnych aktywnościach przygotowanych przez partnera.

### Ursynalia 2024
Ursynalia 2024 miały miejsce w dniach 24-25 maja. Jedno z najważniejszych wydarzeń kulturalnych w Warszawie przyciągnęło szerokie grono studentów oraz mieszkańców stolicy, oferując bogaty program artystyczny oraz szereg atrakcji towarzyszących.
39. edycja jednego z najważniejszych wydarzeń kulturalnych w Warszawie, zorganizowana przez Samorząd Studentów Szkoły Głównej Gospodarstwa Wiejskiego (SGGW) we współpracy z Fundacją Paideia. Głównymi sponsorami wydarzenia byli LECH i Danio, a wśród partnerów znalazły się takie marki jak Starbucks, Helios oraz Polska Organizacja Turystyczna. Patronat honorowy nad imprezą objął Prezydent miasta stołecznego Warszawy, a patronat medialny sprawowały ESKA, TVP3 Warszawa oraz Urząd Marszałkowski Województwa Mazowieckiego. Dzięki wsparciu partnerów i sponsorów Ursynalia 2024 mogły zaoferować uczestnikom wysoką jakość wydarzenia oraz liczne atrakcje.
W pierwszym dniu wydarzenia na scenie wystąpili DJ Artysta Szymek, Fala, Agata Nasiadka, Sarius, Poparzeni Kawą Trzy, Szpaku oraz Young Multi. Różnorodność repertuaru, obejmująca gatunki takie jak hip-hop, muzyka popularna oraz rock, spotkała się z entuzjastycznym przyjęciem publiczności. Dynamiczne występy oraz zaangażowanie artystów przyczyniły się do stworzenia wyjątkowej atmosfery. Niespodziankę dla zebranych przygotował również Rektor SGGW. Podczas koncertu Poparzeni Kawą Trzy Jego Magnificencja Rektor dołączył do występu i zagrał jeden z utworów na gitarze wraz z zespołem.
Drugi dzień Juwenaliów kontynuował wysoki poziom artystyczny. Wystąpili ponownie DJ Artysta Szymek oraz Guzikowce, Meek, Oh Why?, Luxtorpeda, Kizo, Brathanki i Guzior. Koncerty obejmowały zarówno nostalgiczne wykonania znanych przebojów, jak i energetyczne interpretacje nowoczesnych utworów.
Ursynalia 2024 to nie tylko koncerty, ale także liczne atrakcje dla uczestników. W Strefie Samorządu SGGW organizowano różnorodne aktywności, w tym koło fortuny oraz twister, które cieszyły się dużym zainteresowaniem. Na terenie imprezy znajdowały się również liczne food trucki, oferujące szeroki wybór gastronomicznych przysmaków. Partnerzy wydarzenia również przygotowali swoje stanowiska, gdzie uczestnicy mogli skorzystać z dodatkowych atrakcji, wziąć udział w konkursach czy zrobić pamiątkowe zdjęcie.
Pomimo niesprzyjających warunków atmosferycznych drugiego dnia wydarzenia, Ursynalia 2024 odnotowały wyjątkowo wysoką frekwencję. W ciągu dwóch dni imprezy wzięło w niej udział około 10 000 uczestników, co świadczy o ogromnym zainteresowaniu oraz niegasnącej popularności imprezy. Nawet deszcz i niższa temperatura nie były w stanie osłabić entuzjazmu zgromadzonych, którzy tłumnie przybyli, by wspólnie bawić się przy dźwiękach ulubionych artystów oraz korzystać z licznych atrakcji przygotowanych przez organizatorów.

## Artyści

### 2024
Warszawa, Stary Kampus SGGW
- 24 maja: DJ Artysta Szymek, Fala, Agata Nasiadka, Sarius, Poparzeni Kawą Trzy, Szpaku, Young Multi
- 25 maja: DJ Artysta Szymek, Guzikowce, Meek, Oh Why?, Luxtorpeda, Kizo, Brathanki, Guzior

### 2023
Warszawa, Stary Kampus SGGW
- 2 czerwca: DJ Artysta Szymek, Asster, Olszakumpel, Molesta
- 3 czerwca: DJ Artysta Szymek, Karolina Lizer, Ania Karwan, Janusz Walczuk, Słoń, O.S.T.R.

### 2022
Warszawa, Stary Kampus SGGW
- 3 czerwca: DJ Bossy, Piękni i Młodzi, Playboys, Boys, Top Girls
- 4 czerwca: DJ Artysta Szymek, Tede, Kartky, Kubańczyk, KęKę

### 2020-2021
Z powodu pandemii COVID-19 Ursynalia się nie odbyły.

### 2019
Warszawa, Stary Kampus SGGW
- 31 maja: Viktoriia Zazhyrko, Zespół Exelent, Zespół Muzyczny Defis, Zespół After Party, Krzysztof Krawczyk
- 1 czerwca: Te-Tris, Zeamsone, Adi Nowak, PlanBe, Paluch

### 2018
Warszawa, Stary Kampus SGGW
- 8 czerwca: Dejw, Top Girls, Markus P, Long & Junior, Playboys
- 9 czerwca: Kondersi, Jarecki, Bitamina, Pawbeats (Goście: Dwa Sławy + VNM + Xxanaxx + Bisz + Buslav + Te-tris), Zeus

### 2017
Warszawa, Stary Kampus SGGW
- 2 czerwca: Letni Chamski Podryw, Luxtorpeda, Chonabibe, Enej, Grubson

- 3 czerwca: Improwizacja, Farben Lehre, Zbuku, Cleo, C-Bool

### 2016
Warszawa, Kampus Główny SGGW
- 3-4 czerwca: Tede, Akcent, Vavamuffin, Kazik, Farben Lehre, Tabu, Grizzlee, KSU, Cała Góra Barwinków, Junior Stress, Power Play, Hungry Hungry Models, Wixapol SA

### 2015
Warszawa, Kampus Główny SGGW
- 29 maja:
  - Monster Energy Stage: The Sixpounder, Jelonek, Skindred, Chemia, Epica, Coma
  - Open Stage: Cathleen, Call the Sun, Slim Motion, Domowe Melodie, Piękni i Młodzi, Farben Lehre, Kamil Bednarek
- 30 maja:
  - Monster Energy Stage: Unearth, Venflon, Hatebreed, Napalm Death, Guano Apes, The Qemists
  - Open Stage: Inpersona, TBA, Westwood, Antyradio Cover Band, Blue Horizon, Miro, Sokół i Marysia Starosta

### 2014
Warszawa, Kampus Główny SGGW
- 30 maja:
  - Lech Stage: Buka, Koniec Świata, Rahim, Dubioza kolektiv, Jelonek, Hurricane Dean
  - Monster Energy Stage: Dive, Chopin Died, Seven on Seven, Scream Your Name
- 31 maja:
  - Lech Stage: Orkiestra Reprezentacyjna SGGW, Noko, Deyacoda, Hunter, Mastodon
  - Monster Energy Stage: Vervax, Crimson Rockets, The Sixpounder, OCN

### 2013
Warszawa, Kampus Główny SGGW
- 31 maja:
  - Main Stage: Frog'n'Dog, Dead by April, Soilwork, Hunter, The Sixpounder, Motörhead, Bullet for My Valentine
  - Open Stage: Transsexdisco, Lostbone, Frontside, Poparzeni Kawą Trzy, Luxtorpeda, Enej, Pendulum
- 1 czerwca:
  - Main Stage: Seven on Seven, Hedfirst, Parkway Drive, Chemia, Venflon, HIM, 3 Doors Down
  - Open Stage: Icona, Minerals, Corruption, Mesajah, Jelonek, Gentleman & The Evolution, DJ Procop
- 2 czerwca:
  - Main Stage: Magnificent Muttley, Infernal Bizarre, Mama Selita, Royal Republic, Ukeje, TSA
  - Open Stage: Splot, Audioshock, Katy Carr and the Aviators, Friction

### 2012
Warszawa, Kampus Główny SGGW
- 1 czerwca:
  - Main Stage: Limp Bizkit, Slayer, Luxtorpeda, Lipali, AmetriA, Noko, Sandaless, Chassis
  - Open Stage: Tabasko, Fisz Emade, The Pryzmats, Dj Procop, Benassi Bros. feat. Dhany, Paul Johns
- 2 czerwca:
  - Main Stage: Nightwish, In Flames, My Riot, Oedipus, Illusion, Hunter, Orbita Wiru, At the Lake
  - Open Stage: Modestep, Poparzeni Kawą Trzy, Warszafski Deszcz, Jaco G
- 3 czerwca:
  - Main Stage: Billy Talent, Mastodon, Gojira, Jelonek, Armia, Believe, Holden Avenue
  - Open Stage: George Borowski, Awolnation, Dzień Zapłaty

### 2011
Warszawa, Kampus Główny SGGW
- 1 czerwca:
  - Scena Główna: Korn, Stilwell, Jelonek, Proletaryat, Carrion
  - Namiot Klubowy: Grubson, Numer Raz, Dj Abdool
- 2 czerwca:
  - Scena Główna: Guano Apes, Alter Bridge, Perfect, Olaf Deriglasoff, Sen Zu
  - Namiot Klubowy: Martijn Ten Velden,
- 3 czerwca:
  - Scena Główna: Simple Plan, Turboweekend, Oedipus, Young Guns, Jamal, Afromental
  - Namiot Klubowy: Mafia Mike,

### 2010
Warszawa, Kampus Główny SGGW
- 28 maja:
  - Scena Główna: Parov Stelar, Strachy na lachy, Jelonek
  - Namiot Klubowy: Angelo Mike,
- 29 maja:
  - Scena Główna: Lipali, Buldog, Futureheads, Coma, Kazik na Żywo
  - Namiot Klubowy: Duże Pe,
- 30 maja:
  - Scena Główna: Sidney Polak, Ewa Farna, Lady Pank
  - Namiot Klubowy: Tuniziano,

### 2009
Warszawa, Kampus Główny SGGW
- 29 maja:
  - Scena Główna: Hurt, Coma, Hunter, Dick4Dick, Gandahar, Zee, Enej, Sandaless
  - Mała Scena: Venflon, Inscript, Maypole, IMBRIS, Hand Resist, Cowder, Dig the Hole, Ner-w
- 30 maja:
  - Scena Główna: Kosheen, Izrael, AudioFeels, Lao Che, Koniec Świata, Dubska, Skangur, DoriFi
  - Mała Scena: Sensithief, D.E.M., S.H.E., Kolorofon, Monkey Flip, Dziurawej Pół Czekolady, Avogardo
- 31 maja:
  - Scena Główna: Village Kollektiv, Jelonek, At The Lake, Żywiołak, Dikanda, Czeremszyna, Folkoperacja, Strefa Mocnych Wiatrów

### 2008
Warszawa, Kampus Główny SGGW
- 9 maja: Vanilla Sky, Hunter, Farben Lehre, Zee, Orkiestra Dni Naszych, Stan Miłości I Zaufania, SL stereo, dżewo, Sen Zu, At the Lake
- 10 maja: Big Cyc, Hey, H-Blockx, Hurt, PlatEAU, Enej, no smoki, Michał Jelonek, Good Day, Weed, Night Rider

### 2007
Warszawa, Kampus Główny SGGW
- 11 maja: Wilki, Oddział Zamknięty, Acid Drinkers, Wrinkled Fred, Mierwa
- 12 maja: Dżem, T.Love, Lao Che, Power of Trinity, Bramafan

### 2006
Warszawa, Kampus Główny SGGW
- 12 maja: IRA, Coma, Hunter, Ametria, Minerwa, Archeon, Liquid Sanity
- 13 maja: Dżem, Lady Pank, Happysad, Indios Bravos, Power of Trinity, Mama Selita

### 2005
Warszawa, Kampus Główny SGGW
- 12-13 maja: Tede, O.S.T.R., Afro Kolektyw, Łona, The Elements, Tworzywo Sztuczne, Pudelsi, Transglobal Underground, Papa Dance